# Vitorino dos Piães
Vitorino dos Piães ist ein Ort und eine ehemalige Gemeinde (Freguesia) im nordportugiesischen Kreis Ponte de Lima der Unterregion Minho-Lima. Die Gemeinde hatte 1540 Einwohner (Stand 30. Juni 2011).
Am 29. September 2013 wurden die Gemeinden Vitorino dos Piães und Navió zur neuen Gemeinde Navió e Vitorino dos Piães zusammengeschlossen. Vitorino dos Piães ist Sitz dieser neu gebildeten Gemeinde.